# John Högman
John ”Jonte” Ragnar Folke Högman, född 5 januari 1953 i Stockholm, är en svensk jazzmusiker, saxofonist (sopran-, alt-, tenor- och baryton), klarinettist, kompositör och arrangör.

## Biografi
John Högman är son till professor Claes F Högman och sjuksköterskan Anna-Brita Högman, född Öhman. 1961 flyttade familjen från Stocksund till Uppsala. Där bildade han som elvaåring tillsammans med Ulf Johansson Werre  1964 ett popband med John Högman på gitarr och Ulf Johansson Werre på trummor. Efter några år blev han jazzintresserad och började spela klarinett och altsaxofon med de amerikanska musikerna Edmund Hall, Johnny Hodges, Lester Young och Charlie Parker som musikaliska förebilder. Ulf Johansson Werre hade vid samma tid upptäckt jazzen och börjat spela piano och trombon. Tillsammans utforskade de jazzens harmoniska, rytmiska och melodiska möjligheter. 
Under 1970-talet studerade John Högman musikvetenskap vid Uppsala universitet och var flitigt verksam som musiker på studentnationernas olika jazzpubar. Under denna tid ingick han i musikerkollektivet VIMUS. 
Åren 1979–1981 gick John Högman på jazzpedagoglinjen vid Kungliga Musikhögskolan (KMH) i Stockholm. Sedan dess har han arbetat som yrkesmusiker i olika orkestrar där han spelat sopran-, alt-, tenor- och barytonsax samt klarinett. Som musiker har han med olika band spelat i alla världsdelar utom Afrika.

## Karriär och samarbeten
1974 blev John Högman medlem i Good Morning Blues. Bandet bildades redan 1967 av Claes Janson (sång och gitarr), Jan Wärngren (piano), Thomas Lindroth (bas och sång) och Björn Sjödin (trummor). 1972 tillkom Thomas Arnesen (gitarr), 1974 John Högman (saxofoner) och 1987 Bosse Broberg (trumpet). 2004 ersattes Arnesen av Anders Johansson på gitarr och 2016 blev Hampus Adami med på trombon.  
1987 började Högman spela i Kustbandet, som bildats redan 1962 i Stockholm. Ursprungligen spelade bandet traditionell New Orleans-jazz, men allt efter att nya medlemmar tillkom började bandet spela arrangerad storbandsjazz i 20- och 30-talsstil. Sedan 1987 leds Kustbandet av trombonisten Jens "Jesse" Lindgren. Under 80- och 90-talen samt början på 2000-talet har Högman spelat med bandet i Holland, Tyskland, Storbritannien, Norge, Frankrike, Indien, Japan, Australien, Malaysia, Argentina och Brasilien. Tre gånger turnerade bandet i USA med höjdpunkter när de spelade i New Orleans på den stora New Orleans Jazz & Heritage Festival 2003 och 2008.  
1982 engagerades Högman att spela i pianisten och arrangören Gugge Hedrenius orkester, Gugge Hedrenius Big Blues Band. Först spelade han altsax och därefter tenorsax för att från 1986 spela barytonsax. 1986 och 1988 turnerade bandet i USA där de bland annat spelade i Chicago och New York. 1983–1986 var Högman med i Peter Gullins kvintett. Gullin spelade alt- och barytonsax, Högman tenorsax, Ove Lundin piano, Erik Westin bas och Henrik Wartel trummor.
1992 bildade trumpetaren Bosse Broberg storbandet Nogenja Ensamble (Non Generation Jazz Soloist Ensemble) för vilket han själv arrangerar allt material och komponerar det mesta. Redan från starten var Högman med i bandet som barytonsaxofonist. 2001 bildades Peter Lind & The Cabaret Band, en orkester som hyllar jazz från gångna tider genom att framföra "jazzkabaréer" på olika teman. Högman blev med i bandet redan från början på tenorsax och klarinett.
2010 bildades kvartetten Marcks Brothers med John Högman på tenorsax, Mats Larsson på gitarr, Magnus Marcks på bas och Bo Söderberg på trummor.
Våren 2016 bildades Ulf Johansson Werre - John Högman Quintet där de tillsammans med sina söner Oscar Johansson Werre på trummor och Hampus Adami på trombon samt Magnus Marcks på bas spelar svängig jazzmusik med egna kompositioner samt melodier ur The Great American Song Book.

## Jazzpedagog
Efter avslutad utbildning till jazzpedagog 1981 arbetade Högman fram till 1985 som timanställd lärare i improvisation vid KMH i Stockholm och Musikhögskolan i Örebro samt åren 1985–1988 vid Stockholms Musikpedagogiska Institut (SMI). 
Sommaren 1981 anordnade trumslagaren Björn Sjödin en kurs i jazzimprovisation på Brahe Folkhögskola på Visingsö. Högman anlitades som lärare och har sedan årligen fortsatt med detta. Under årens lopp har verksamheten växt och numera genomförs tre kursveckor under juli med ensemblespel och sång, främst jazz men även blues, pop och soul.
Under de senaste åren föreläser Högman i olika sammanhang om jazzmusik, ibland tillsammans med barndomsvännen Ulf Johansson Werre.

## Priser och utmärkelser
Högman fick vid två tillfällen under 1980-talet Uppsala kommuns stora kulturstipendium och har även under 1980- och 90-talen fått stipendier från SKAP (15), STIM (16) och Konstnärsnämnden.

## Diskografi
I eget namn
- Good Night Sister 	CD 1993 på Sittel Records
- 203 Park Drive 	CD 1995 på Sittel Records
- Frozen Dreams 	CD 2005 på Sittel Records
- Reduce Speed	CD 2008 på Sittel Records

Med andra artister/musiker
- Good Morning Blues
- Var god dröj …	LP 1976 på Phontastic
- Whisky & Blues	LP 1986 på Studio 55 Records
- Never Make a Move Too Soon	CD 1992 på Sittel Records
- Before We Think	CD 1997 på Sittel Records
- The Walk	CD 2002 på Sittel Records
- Time After Time	CD 2007 på Sittel Records
- But I just couldn´t sleep, ´cause blues was on my mind	CD 2012 på Pb8/Plugged
- Things Are Getting Better	CD 2017 på Stickspår

Peter Gullin
- Adventures 	LP 1985 på Phontastic

Ulf Johansson Werre
- Soul brothers at home	LP 1985 på Phontastic
- Willie Cook & the Young Swedes
- Christl Mood	LP 1985 på Phontastic

Kustbandet
- The New Call Of The Freaks	LP 1988 på Stomp Off Records
- On Revival Day	CD 1995 på Stomp Off Records
- The Man from Harlem	CD 2000 på Sittel Records
- Blue Rhythm Fantasy	CD 2006 på Sittel Records
- Lars Erstrands Quartet
- Live at Katalin	LP 1989 på Nordbanken
- Gugge Hedrenius Big Blues Band
- Jazz Ballroom Night 	CD 1994 på Phono Suecia

Viktoria Tolstoy
- Smile, Love and Spice	CD 1994 på Sittel Records

Bent Persson
- Swinging Straight	CD 1995 på Sittel Records

Charlie Norman
- Charlie Norman and his Aces	CD 1996 på Phontastic

Nogenja
- Regni (grammisnominerad 1995)	CD 1996 på Phono Suecia
- Hommage à Maigret 	CD 1997 på Sittel Records
- Conspiracy in flat five	CD 2001 på Caprice Records
- Zzz Kaa´s Dance (A Snakes Dream) 	CD 2012 på Phono Suecia

Cabaret Olrog
- Olrog	CD 1997 på Sittel Records

Sittel samlingsalbum
- Young Jazz from Sweden, vol 1	CD 1997 på Sittel Records
- Start it Up	CD 1997 på Sittel Records

Dicken Hedrenius
- Sverige SM-Guld	CD 1999 på Gurgelgott
- Ritsch Ratsch Filibom Bom Bom	CD 2001 på Sittel Records

Peter Lind and the Cabaret Band
- Good Evening Everybody 				 CD 2001 på Stickspår
- Stardust  						 CD 2005 på Stickspår
- Jazzens Anfaller  					 CD 2007 på Stickspår
- Let the Good Times Roll  				 CD 2011 på Stickspår
- Jazz, Rock´n´roll och lite Snoddas 			 CD 2014 på Stickspår
- Allt var Bättre Förr 					 CD 2015 på Stickspår
- New Orleans – Land of Dreams  			 CD 2018 på Stickspår
- Hjärtat på rätta stället	CD 2018 på YTF Records
- Från Harlem till Nalen  					 CD 2019 på Stickspår
- Antti Sarpila och Ulf Johansson Werre
- Bluin´ the blues away	CD 2002 på Phontastic

Klas Toresson
- Standard selection	CD 2009 på Sittel Records

Marcks Brothers		
- Strollin'		CD 2012 på PB7/Plugged
- My Valentine		CD 2014 på PB7/Plugged

PULS 	
- Svensk Jazzhistoria vol 11	CD 2017 på Caprice Records

Ulf Johansson Werre John Högman Quintet
- Fathers and Sons – Having Fun	CD 2017 på Pb7/Plugged

Bosse Broberg Sextet/Quintets	
- O´s Bloos	CD 2019 på Pb7/Plugged

## Inspelade egna kompositioner
- Stolen Monk	Adventures 	1985
- Good Night Sister	Adventures 	1985
- John´s Blues	Soul brothers at home	1985
- (You're) Acting Deaf And Dumb 	Soul brothers at home	1985
- Soul Brothers	Soul brothers at home	1985
- Theodore	Good Night Sister 	1993
- Anders Påse	Good Night Sister 	1993
- November Söndag	Good Night Sister 	1993
- A Sentimental Gentle Man	Good Night Sister 	1993
- Hiccup	Good Night Sister 	1993
- No Dates	Good Night Sister 	1993
- Film Noir	Good Night Sister 	1993
- Johannas Vals	203 Park Drive 	1995
- In My Lonely Room	203 Park Drive 	1995
- Den Första Snön	203 Park Drive 	1995
- Poppin' Peas	203 Park Drive 	1995
- No Smoking	203 Park Drive 	1995
- Without You	203 Park Drive 	1995
- 203 Park Drive	203 Park Drive 	1995
- And The Sun Came Up	203 Park Drive 	1995
- The Forest	Frozen Dreams 	2005
- Another Lonely Friday	Frozen Dreams 	2005
- Lament	Frozen Dreams 	2005
- Pretentious!- Moi?	Frozen Dreams 	2005
- Beat The Dog	Frozen Dreams 	2005
- Easy Listening	Frozen Dreams 	2005
- Frozen Dreams	Frozen Dreams 	2005
- In The Swamp	Frozen Dreams 	2005
- Mardi Gras	Frozen Dreams 	2005
- The Crawfish Party	Frozen Dreams 	2005
- I'll Be There For You	Reduce Speed 	2008
- The Tease	Reduce Speed 	2008
- Reduce Speed	Reduce Speed 	2008
- Let's Play	Reduce Speed 	2008
- In The Morning Mist	Reduce Speed 	2008
- Perennial Problem	Reduce Speed 	2008
- Friday's Dilemma	Reduce Speed 	2008
- Minor Twist	Reduce Speed 	2008
- Bluegaloo	Reduce Speed 	2008
- Long John Silver	Reduce Speed 	2008
- Coffe Break	Strollin'	2012
- Marcks Brothers	Strollin'	2012
- In Cap Verde	My Valentine	2014
- In Pålsjö Skog	Fathers and Sons, Having Fun	2017
- Be Hip, Be Cool, Be Bop	Fathers and Sons, Having Fun	2017
- Unsentimental Ending	Fathers and Sons, Having Fun	2017
- Playing and Having Fun	Fathers and Sons, Having Fun	2017
- Metropolis	Puls	2017